# Nationell paralympisk kommitté
En nationell paralympisk kommitté (NPK) är en nationell idrottsorganisation, med ansvar för handikappidrott, som är medlem av Internationella paralympiska kommittén (IPK). 
Det finns för närvarande 182 nationella kommittéer som är medlemmar i IPK. I vissa länder är kommittén förbund för en eller flera sporter, i andra länder organiserar kommittén endast landets deltagande i de paralympiska spelen.